# Limnebius paganettii
Limnebius paganettii är en skalbaggsart som beskrevs av Ludwig Ganglbauer 1904. Limnebius paganettii ingår i släktet Limnebius och familjen vattenbrynsbaggar. Inga underarter finns listade i Catalogue of Life.